# Romain Binazon
Romain Binazon (1964 - 10 septembre 2004) est un immigrant d'origine béninoise. Arrivé en France en 1991, il s'impose comme leader des étrangers en situation irrégulière. Il cofonde en France la « Coordination nationale des sans-papiers ».

## Arrivée en France et implication pour la cause des étrangers en situation irrégulière
Possesseur d'un CAP de tourneur-fraiseur, il arrive en France en 1991 à 27 ans. Sa demande d'asile est refusée à plusieurs reprises.
Avec son visa touristique, il s'engage dans la Légion étrangère, mais abandonne : « Ce n'était pas un milieu pour moi ».
En mars 1996, il épouse la cause des Maliens qui occupent l'église Saint-Ambroise à Paris et devient le porte-parole des étrangers en situation irrégulière en 2000.
Il est ainsi le premier à pouvoir unir les différentes associations d'étrangers en situation irrégulière en un seul mouvement solidaire. Pendant huit ans, il est à la base de la plupart des occupations et manifestations des étrangers en situation irrégulière, sans vraiment y rencontrer le succès espéré.
En août 2002, à la suite de l'occupation de l'église Saint-Denis à Saint-Denis (Seine-Saint-Denis), son dossier est rexaminé et il obtient une carte de séjour. En juin 2004, il collecte les fonds nécessaires afin d'organiser une manifestation des étrangers en situation irrégulière à Bruxelles, portant de la sorte sa cause au niveau européen.

## Condamnations
En 1997, il est condamné pour refus d'embarquement.
Le 7 juillet 1999, il est arrêté par la police de Paris alors qu'il répondait à une convocation. Il est condamné à trois mois de prison ferme et à 3 ans d'interdiction du territoire français.
Il est par ailleurs condamné en 2003 à 700 € d'amende pour avoir fait obstruction à l'expulsion de force de deux Béninois dans l'avion qu'il empruntait lui-même à des fins personnelles. Les associations de défense des étrangers en situation irrégulière parlent de « délit de solidarité » et la Coordination nationale des sans-papiers prit en charge l'amende.

## Décès
Romain Binazon meurt à 40 ans le 10 septembre 2004 au Bénin dans un accident de voiture.
Quelques jours après sa mort, un hommage lui est rendu sous forme d'une manifestation regroupant environ mille personnes au départ de l’église Saint-Bernard (qui fut occupée par des étrangers en situation irrégulière durant plusieurs mois) et se termina place de la République. Parmi les organismes présents, on trouve : CNT, Lutte ouvrière et les Verts.
Depuis sa mort, le mouvement des étrangers en situation irrégulière s'essouffle et ne parvient pas à retrouver un leader de son envergure.